# Coupe de la Ligue 1995-1996
La Coupe de la Ligue 1995-1996 fu la 2ª edizione della manifestazione.
Iniziò il 23 agosto 1995 e si concluse il 6 aprile 1996 con la finale al Parco dei Principi vinta per 5 a 4 dal Metz contro il Lione dopo i calci di rigore. La squadra campione in carica era il Paris Saint-Germain.

## Calendario
| Turno             | Partita Unica                             |                                           |
| ----------------- | ----------------------------------------- | ----------------------------------------- |
| Turno preliminare | 23 agosto-19 settembre 1995               | 23 agosto-19 settembre 1995               |
| Primo turno       | 24 ottobre 1995                           | 24 ottobre 1995                           |
| Secondo turno     | 12-13 dicembre 1995                       | 12-13 dicembre 1995                       |
| Ottavi di finale  | 6-17 gennaio 1996                         | 6-17 gennaio 1996                         |
| Quarti di finale  | 30 gennaio 1996                           | 30 gennaio 1996                           |
| Semifinali        | 13 febbraio 1996                          | 13 febbraio 1996                          |
| Finale            | 6 aprile 1996 Parigi (Parco dei Principi) | 6 aprile 1996 Parigi (Parco dei Principi) |

## Partite

### Turni preliminari
| Squadra 1    | Risultato | Squadra 2 |
| ------------ | --------- | --------- |
| Valenciennes | 1 - 0     | Sedan     |
| Istres       | 2 - 5     | Nîmes     |

| Squadra 1      | Risultato | Squadra 2    |
| -------------- | --------- | ------------ |
| Beauvais       | 1 - 0     | Nîmes        |
| Stade Briochin | 3 - 2     | Valenciennes |

### Primo Turno
| Squadra 1      | Risultato         | Squadra 2           |
| -------------- | ----------------- | ------------------- |
| Angers         | 1 - 0             | Épinal              |
| Sochaux        | 3 - 4             | Louhans-Cuiseaux    |
| Le Mans        | 0 - 1             | Amiens              |
| Mulhouse       | 3 - 0             | Stade Poitevin      |
| Dunkerque      | 1 - 0             | Valence             |
| Perpignan      | 0 - 1             | Olympique Marsiglia |
| Nancy          | 1 - 1 (4 - 3 dcr) | Laval               |
| Caen           | 0 - 0 (4 - 3 dcr) | Tolosa              |
| Châteauroux    | 2 - 0             | Charleville         |
| Stade Briochin | 0 - 0 (6 - 7 dcr) | Red Star            |
| Lorient        | 1 - 0             | Beauvais            |
| Olympique Alès | 0 - 1             | Niort               |

### Secondo Turno
| Squadra 1           | Risultato         | Squadra 2           |
| ------------------- | ----------------- | ------------------- |
| Auxerre             | 2 - 0             | Lens                |
| Le Havre            | 1 - 0             | Bastia              |
| Bordeaux            | 1 - 1 (4 - 5 dcr) | Saint-Étienne       |
| Montpellier         | 0 - 1             | Nantes              |
| Nizza               | 2 - 2 (0 - 2 dcr) | Monaco              |
| Martigues           | 1 - 2             | Cannes              |
| Metz                | 3 - 1             | Dunkerque           |
| Amiens              | 1 - 1 (1 - 0 dcr) | Strasburgo          |
| Rennes              | 2 - 0             | Louhans-Cuiseaux    |
| Angers              | 0 - 3             | Olympique Lione     |
| Lilla               | 4 - 1             | Caen                |
| Gueugnon            | 2 - 0             | Nancy               |
| Olympique Marsiglia | 2 - 1             | Châteauroux         |
| Red Star            | 4 - 4 (4 - 3 dcr) | Lorient             |
| Mulhouse            | 0 - 1             | Niort               |
| Guingamp            | 2 - 1             | Paris Saint-Germain |

### Ottavi di finale
| Squadra 1           | Risultato | Squadra 2     |
| ------------------- | --------- | ------------- |
| Monaco              | 2 - 0     | Auxerre       |
| Olympique Marsiglia | 2 - 0     | Saint-Étienne |
| Niort               | 1 - 0     | Gueugnon      |
| Red Star            | 1 - 2     | Cannes        |
| Olympique Lione     | 3 - 1     | Amiens        |
| Guingamp            | 2 - 3     | Nantes        |
| Rennes              | 2 - 4     | Le Havre      |
| Metz                | 2 - 0     | Lilla         |

### Quarti di finale
| Squadra 1       | Risultato | Squadra 2           |
| --------------- | --------- | ------------------- |
| Guingamp        | 1 - 0     | Olympique Marsiglia |
| Olympique Lione | 1 - 0     | Monaco              |
| Cannes          | 1 - 0     | Le Havre            |
| Niort           | 0 - 2     | Metz                |

### Semifinali
| Squadra 1       | Risultato | Squadra 2 |
| --------------- | --------- | --------- |
| Guingamp        | 1 - 2     | Metz      |
| Olympique Lione | 1 - 0     | Cannes    |

### Finale
| Arbitro: | Marc Batta |

|                                              |                      |                                              |
| Kastendeuch Gaillot Isaias Pirès Adam Pouget | Tiri di rigore 5 – 4 | Roche Assadourian Maurice Roy Olmeta Marcelo |

| Metz | Olympique Lione |

#### Formazioni
| Metz        |    |                         |  |      |
|             |    |                         |  |      |
| P           | 13 | Jacques Songo'o         |  |      |
| D           | 6  | Sylvain Kastendeuch (C) |  |      |
| D           | 5  | Philippe Gaillot        |  |      |
| D           | 8  | Pascal Pierre           |  |      |
| D           | 12 | Rigobert Song           |  |      |
| C           | 4  | Jocelyn Blanchard       |  |      |
| C           | 11 | Cyril Serredszum        |  |      |
| C           | 9  | Robert Pirès            |  |      |
| C           | 3  | Frédéric Arpinon        |  | 106’ |
| A           | 10 | Cyrille Pouget          |  |      |
| A           | 7  | Patrick Mboma           |  | 35’  |
| Sostituti:  |    |                         |  |      |
| C           | 23 | Magalhaes Isaias        |  | 106’ |
| A           | 2  | Stéphane Adam           |  | 35’  |
| Allenatore: |    |                         |  |      |
| Joël Muller |    |                         |  |      |

| Olympique Lione |    |                    |  |      |
|                 |    |                    |  |      |
| P               | 9  | Pascal Olmeta (C)  |  |      |
| D               | 6  | Marcelo Djian      |  |      |
| D               | 12 | Jean-Luc Sassus    |  |      |
| D               | 7  | Florent Laville    |  |      |
| D               | 1  | Ghislain Anselmini |  |      |
| C               | 7  | Sylvain Deplace    |  |      |
| C               | 3  | Jacek Bąk          |  |      |
| C               | 11 | Éric Roy           |  |      |
| C               | 10 | Stéphane Roche     |  |      |
| A               | 5  | Ludovic Giuly      |  | 116’ |
| A               | 8  | Florian Maurice    |  |      |
| Sostituti:      |    |                    |  |      |
| A               | 2  | Éric Assadourian   |  | 116’ |
| Allenatore:     |    |                    |  |      |
| Guy Stéphan     |    |                    |  |      |